# Samuel Dutton Hinman

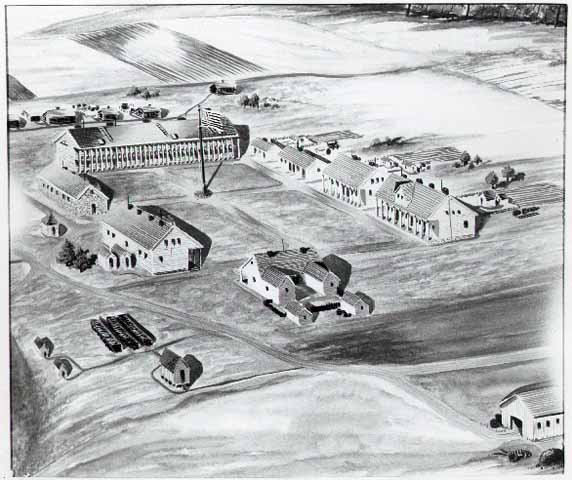
Fort Ridgely 1862

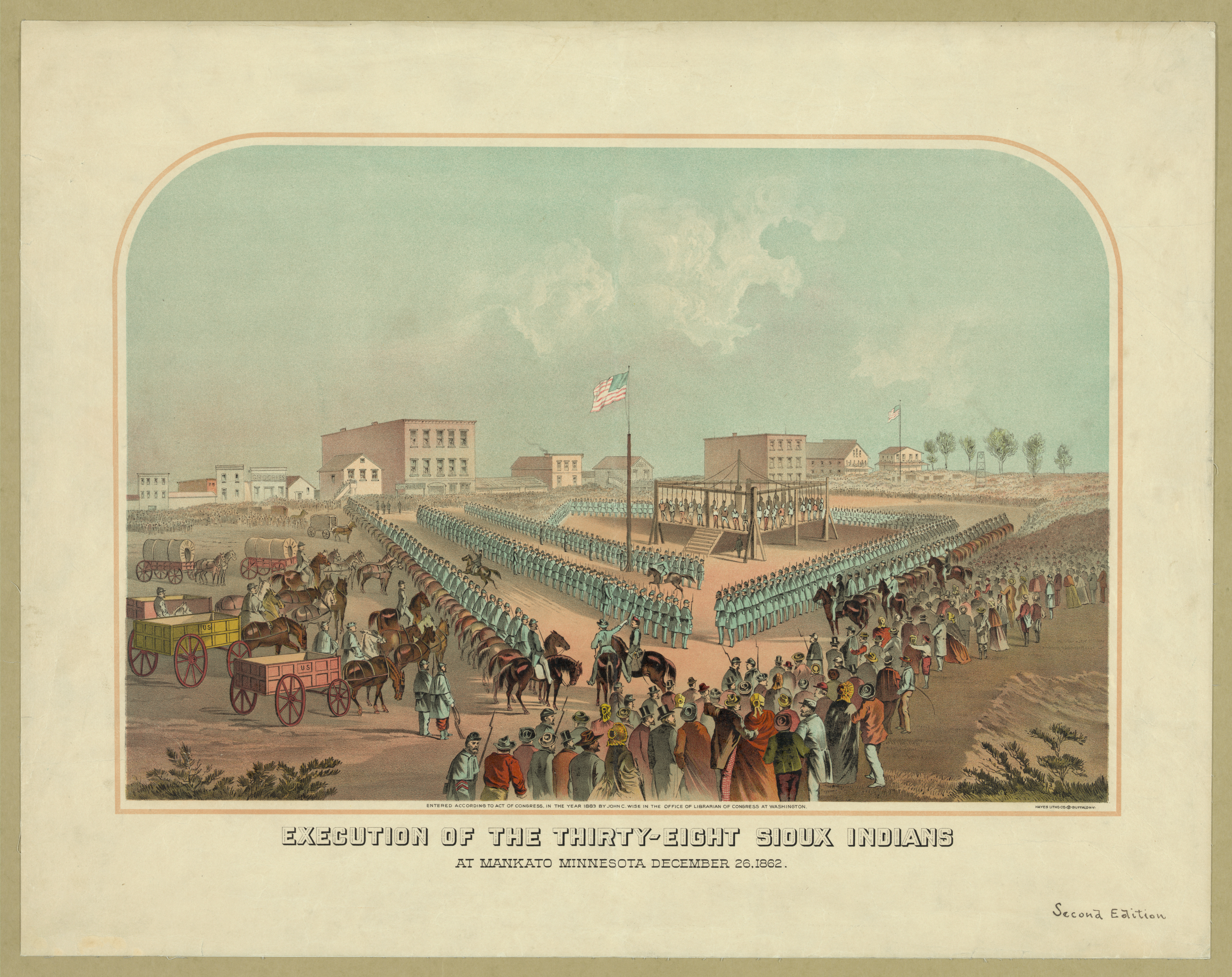
Ein Bild von der Exekution der 38 Dakota

Samuel Dutton Hinman (* 17. Januar 1839 in Pittsburgh, Pennsylvania; † 24. März 1890 in der Santee Sioux Reservation, Nebraska) war ein US-amerikanischer Pfarrer und Missionar der Episkopalkirche der Vereinigten Staaten von Amerika. Hinman wurde früh Waise. Er besuchte die Cheshire Academy in Connecticut und ab 1858 studierte er an der neugegründeten Seabury Divinity School in Faribault, Minnesota. Das Studium schloss er 1860 ab. Am 20. September 1860 wurde er zum Diakon geweiht und am 8. März 1863 zum Priester. Hinman heiratete Mary Ellen Berry und wurde zum Missionar der Sioux-Indianern ernannt.
Hinman begann seine Missionsarbeit in Redwood County, Minnesota. Er gründete 1860 eine Mission für die Dakota-Sioux an der Lower Sioux Agency in Minnesota. Dort begann er die Sprache der Dakota zu lernen. Er wollte bei seinen Predigten nicht von Übersetzern abhängig sein. Er lebte mit den Indianern und ging mit ihnen auf die Jagd. Im Jahr 1864 übersetzte er den größten Teil des Book of Common Prayer in die Dakota-Sprache. Die Übersetzung wurde in Buchform 1865 veröffentlicht. Im Januar 1861 schrieb er an seinen Bischof, dass 150 Indianer seine Weihnachtsmesse besucht hätten. Mehrere der Indianer konvertierten zum christlichen Glauben. Im Sommer 1862 begann er mit dem Bau einer steinernen Kirche. Die Kirche wurde durch den Ausbruch des Sioux-Aufstand nie beendet. Durch konvertierte Indianer gewarnt, gelang Hinman und seinen Missionaren die Flucht nach Fort Ridgely. Der Aufstand wurde von den Vereinigten Staaten niedergeschlagen. Etwa 1200 Indianer ergaben sich und ließen ihre Gefangenen frei. Sechs Wochen nach dem Ende des Aufstandes wurden 392 Dakota vor Militärtribunale gestellt. In Prozessen, die teilweise nur fünf Minuten dauerten, wurden 303 von ihnen wegen Vergewaltigung und Mord zum Tode verurteilt. Dagegen regte sich jedoch Protest, so unter anderem auch von Hitmans Bischof der Episkopalkirche von Minnesota, Henry Benjamin Whipple. Whipple reiste sogar eigens nach Washington, um Präsident Abraham Lincoln um Gnade zu bitten. Am 26. Dezember 1862 wurden daraufhin 38 Dakota bei der größten Massenexekution der amerikanischen Geschichte in Mankato öffentlich gehängt. Hinman ließ seine Konvertierten nicht im Stich. Er begleitete sie während der Prozesse und während der Internierung in Fort Snelling in der Nähe von St. Paul, der Hauptstadt von Minnesota. Im März 1863 hatte seine Gemeinde 300 Mitglieder unter den Internierten. Im Mai 1863 wurden 1.318 Überlebende des Internierungslagers mit zwei Dampfschiffen in das Indianerreservat am Crow Creek verlegt, siehe Crow Creek Reservation. Hinman und der Missionar John Williamson begleiteten die Indianer, die einen harten Winter im Lager überlebt hatten. Seine Frau Mary Ellen Berry begleitete ihn nicht.
Im neuen Reservat am Crow Creek herrschten schreckliche Bedingungen. Der Boden war ohne Bewässerung nicht zu bewirtschaften, die Lebensmittellieferungen der amerikanischen Regierung waren ungenügend, die Indianer schwach und krank. Im ersten Jahr starben 300 Menschen, meistens Kinder. Himan prangerte die Zustände im Reservat bei seinem Bischof Henry Whipple an. „Wenn ich Indianer wäre, würde ich nie aufhören die Weißen zu bekämpfen“, schrieb er an seinen Bischof. Unermüdlich versuchte Hinman die Lage im Reservat zu verbessern. Er startete Spendenkampagnen und versuchte die Regierung zu überzeugen, dass Crow Creek als Reservat nicht geeignet war. Mit Erfolg: Am 11. Juni 1866 wurden die Bewohner von Crow Creek in die Santee Sioux Reservation in Nebraska verlegt. Unter der Aufsicht von William Hobart Hare begann er, eine Missions-Station zu errichten. 1867 baute der die erste Kirche im Reservat, dort wo sich heute die Most Merciful Savior Church befindet. Das Gebäude diente auch als Indianerschule. Bis 1870 baute er weitere Gebäude wie eine eigene Schule und ein Krankenhaus.
Am 25. März 1878 wurde Hinman von der Leitung der Missions-Station abgelöst. William Hobart Hare warf ihm Veruntreuung von Kirchengeldern und Umgang mit Indianer-Prostituierten vor. Ihm wurde verboten, als Priester und Missionar tätig zu sein. Doch Hinman wehrte sich gegen seinen Bischof. Im Juli 1878 kam es zu einer Gerichtsverhandlung und Hinman verlor das Verfahren. Inzwischen arbeitete er als Agent für das Bureau of Indian Affairs.
1887 wurde das Verbot, als Priester und Missionar zu arbeiten, wieder aufgehoben. Im Alter von 51 Jahren starb er an einer Lungenentzündung in der Santee Sioux Reservation. Er wurde in einem anonymen Grab neben der Kirche beerdigt.